# Maria Antonia van Bourbon-Sicilië (1814-1898)

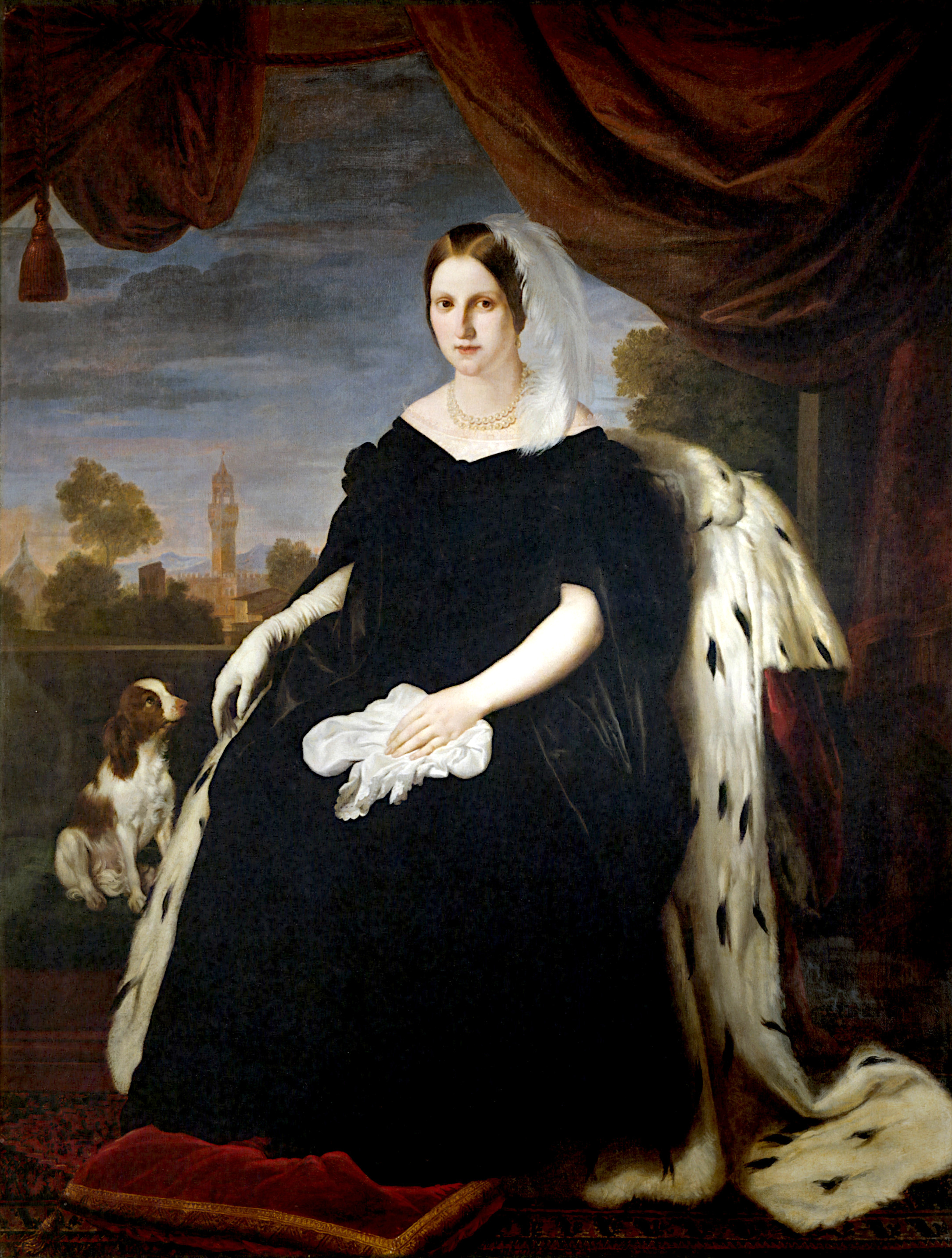
Maria Antonia van Bourbon-Sicilië (1814-1898)

Maria Antonia van Bourbon (Palermo, 19 december 1814 – Gmunden, 7 november 1898), prinses van Beide Siciliën, was de dochter van koning Frans I der Beide Siciliën. Ze trouwde met groothertog Leopold II van Toscane.

## Leven
Prinses Maria Antonia werd in 1814 geboren als het zesde kind en de derde dochter van koning Frans I en koningin Maria Isabella van Beide Siciliën. Haar moeder was een dochter van koning Karel IV van Spanje. Maria Antonia had elf broers en zussen, van wie een groot aantal met familie trouwde.
Maria Antonia trad op 7 juni 1833 in het huwelijk met groothertog Leopold II van Toscane. Hij was al eerder getrouwd geweest en had al drie dochters. Maria Antonia schonk hem tien kinderen, onder wie een troonopvolger. Ze werd in 1870 weduwe. Zelf stierf ze in 1898 op 83-jarige leeftijd in Napels.
Toen ze stierf had ze 5 kinderen, 16 kleinkinderen, 37 achterkleinkinderen en 1 achter-achterkleinkind.

## Kinderen
Uit het huwelijk van Maria Antonia en Leopold werden tien kinderen geboren:
- Marie Isabella (1834-1901) gehuwd met haar oom Francisco de Paula van Bourbon-Sicilië (zoon van Frans I der Beide Siciliën)
- Ferdinand (1835-1908), groothertog van Toscane
- Maria Theresia (1836-1838), op jonge leeftijd gestorven
- Maria Christina (1838-1849), op jonge leeftijd gestorven
- Karel Salvator (1839-1912)
- Maria Anne (1840-1841), op jonge leeftijd gestorven
- Reinier (1842-1844), op jonge leeftijd gestorven
- Lodewijk Salvator (1847-1915)
- Maria Louise (1847-1917), gehuwd met vorst Karel van Isenburg en Büdingen
- Johan Salvator (1852-1891)

## Kwartierstaat
| Frans I Stefan van Lotharingen (1708–1765)       | Frans I Stefan van Lotharingen (1708–1765)       | Frans I Stefan van Lotharingen (1708–1765)       | Frans I Stefan van Lotharingen (1708–1765)       | Frans I Stefan van Lotharingen (1708–1765)       | Frans I Stefan van Lotharingen (1708–1765)       |                                           |                                           | Maria Theresia van Oostenrijk (1717-1780)       | Maria Theresia van Oostenrijk (1717-1780)       | Maria Theresia van Oostenrijk (1717-1780)       | Maria Theresia van Oostenrijk (1717-1780)       | Maria Theresia van Oostenrijk (1717-1780)       | Maria Theresia van Oostenrijk (1717-1780)       |                                        |                                        | Karel III van Spanje (1716-1788)            | Karel III van Spanje (1716-1788)            | Karel III van Spanje (1716-1788)            | Karel III van Spanje (1716-1788)            | Karel III van Spanje (1716-1788)            | Karel III van Spanje (1716-1788)            |  |  | Maria Amalia van Saksen (1724-1760)            | Maria Amalia van Saksen (1724-1760)            | Maria Amalia van Saksen (1724-1760)            | Maria Amalia van Saksen (1724-1760)            | Maria Amalia van Saksen (1724-1760)            | Maria Amalia van Saksen (1724-1760)            |                                 |                                 | Filips van Parma (1720-1765)                  | Filips van Parma (1720-1765)                  | Filips van Parma (1720-1765)                  | Filips van Parma (1720-1765)                  | Filips van Parma (1720-1765)                  | Filips van Parma (1720-1765)                  |                                    |                                    | Louise Elisabeth van Frankrijk (1727-1759) | Louise Elisabeth van Frankrijk (1727-1759) | Louise Elisabeth van Frankrijk (1727-1759) | Louise Elisabeth van Frankrijk (1727-1759) | Louise Elisabeth van Frankrijk (1727-1759) | Louise Elisabeth van Frankrijk (1727-1759) |  |  |                      |                      |                      |                      |                      |                      |
| Frans I Stefan van Lotharingen (1708–1765)       | Frans I Stefan van Lotharingen (1708–1765)       | Frans I Stefan van Lotharingen (1708–1765)       | Frans I Stefan van Lotharingen (1708–1765)       | Frans I Stefan van Lotharingen (1708–1765)       | Frans I Stefan van Lotharingen (1708–1765)       |                                           |                                           | Maria Theresia van Oostenrijk (1717-1780)       | Maria Theresia van Oostenrijk (1717-1780)       | Maria Theresia van Oostenrijk (1717-1780)       | Maria Theresia van Oostenrijk (1717-1780)       | Maria Theresia van Oostenrijk (1717-1780)       | Maria Theresia van Oostenrijk (1717-1780)       |                                        |                                        | Karel III van Spanje (1716-1788)            | Karel III van Spanje (1716-1788)            | Karel III van Spanje (1716-1788)            | Karel III van Spanje (1716-1788)            | Karel III van Spanje (1716-1788)            | Karel III van Spanje (1716-1788)            |  |  | Maria Amalia van Saksen (1724-1760)            | Maria Amalia van Saksen (1724-1760)            | Maria Amalia van Saksen (1724-1760)            | Maria Amalia van Saksen (1724-1760)            | Maria Amalia van Saksen (1724-1760)            | Maria Amalia van Saksen (1724-1760)            |                                 |                                 | Filips van Parma (1720-1765)                  | Filips van Parma (1720-1765)                  | Filips van Parma (1720-1765)                  | Filips van Parma (1720-1765)                  | Filips van Parma (1720-1765)                  | Filips van Parma (1720-1765)                  |                                    |                                    | Louise Elisabeth van Frankrijk (1727-1759) | Louise Elisabeth van Frankrijk (1727-1759) | Louise Elisabeth van Frankrijk (1727-1759) | Louise Elisabeth van Frankrijk (1727-1759) | Louise Elisabeth van Frankrijk (1727-1759) | Louise Elisabeth van Frankrijk (1727-1759) |  |  |                      |                      |                      |                      |                      |                      |
|                                                  |                                                  |                                                  |                                                  |                                                  |                                                  |                                           |                                           |                                                 |                                                 |                                                 |                                                 |                                                 |                                                 |                                        |                                        |                                             |                                             |                                             |                                             |                                             |                                             |  |  |                                                |                                                |                                                |                                                |                                                |                                                |                                 |                                 |                                               |                                               |                                               |                                               |                                               |                                               |                                    |                                    |                                            |                                            |                                            |                                            |                                            |                                            |  |  |                      |                      |                      |                      |                      |                      |
|                                                  |                                                  |                                                  |                                                  |                                                  |                                                  |                                           |                                           |                                                 |                                                 |                                                 |                                                 |                                                 |                                                 |                                        |                                        |                                             |                                             |                                             |                                             |                                             |                                             |  |  |                                                |                                                |                                                |                                                |                                                |                                                |                                 |                                 |                                               |                                               |                                               |                                               |                                               |                                               |                                    |                                    |                                            |                                            |                                            |                                            |                                            |                                            |  |  |                      |                      |                      |                      |                      |                      |
|                                                  |                                                  |                                                  |                                                  | Maria Carolina van Oostenrijk (1752-1814)        | Maria Carolina van Oostenrijk (1752-1814)        | Maria Carolina van Oostenrijk (1752-1814) | Maria Carolina van Oostenrijk (1752-1814) | Maria Carolina van Oostenrijk (1752-1814)       | Maria Carolina van Oostenrijk (1752-1814)       |                                                 |                                                 |                                                 |                                                 |                                        |                                        | Ferdinand I der Beide Siciliën (1751-1825)  | Ferdinand I der Beide Siciliën (1751-1825)  | Ferdinand I der Beide Siciliën (1751-1825)  | Ferdinand I der Beide Siciliën (1751-1825)  | Ferdinand I der Beide Siciliën (1751-1825)  | Ferdinand I der Beide Siciliën (1751-1825)  |  |  |                                                |                                                | Karel IV van Spanje (1748-1819)                | Karel IV van Spanje (1748-1819)                | Karel IV van Spanje (1748-1819)                | Karel IV van Spanje (1748-1819)                | Karel IV van Spanje (1748-1819) | Karel IV van Spanje (1748-1819) |                                               |                                               |                                               |                                               |                                               |                                               | Maria Louisa van Parma (1751-1819) | Maria Louisa van Parma (1751-1819) | Maria Louisa van Parma (1751-1819)         | Maria Louisa van Parma (1751-1819)         | Maria Louisa van Parma (1751-1819)         | Maria Louisa van Parma (1751-1819)         |                                            |                                            |  |  |                      |                      |                      |                      |                      |                      |
|                                                  |                                                  |                                                  |                                                  | Maria Carolina van Oostenrijk (1752-1814)        | Maria Carolina van Oostenrijk (1752-1814)        | Maria Carolina van Oostenrijk (1752-1814) | Maria Carolina van Oostenrijk (1752-1814) | Maria Carolina van Oostenrijk (1752-1814)       | Maria Carolina van Oostenrijk (1752-1814)       |                                                 |                                                 |                                                 |                                                 |                                        |                                        | Ferdinand I der Beide Siciliën (1751-1825)  | Ferdinand I der Beide Siciliën (1751-1825)  | Ferdinand I der Beide Siciliën (1751-1825)  | Ferdinand I der Beide Siciliën (1751-1825)  | Ferdinand I der Beide Siciliën (1751-1825)  | Ferdinand I der Beide Siciliën (1751-1825)  |  |  |                                                |                                                | Karel IV van Spanje (1748-1819)                | Karel IV van Spanje (1748-1819)                | Karel IV van Spanje (1748-1819)                | Karel IV van Spanje (1748-1819)                | Karel IV van Spanje (1748-1819) | Karel IV van Spanje (1748-1819) |                                               |                                               |                                               |                                               |                                               |                                               | Maria Louisa van Parma (1751-1819) | Maria Louisa van Parma (1751-1819) | Maria Louisa van Parma (1751-1819)         | Maria Louisa van Parma (1751-1819)         | Maria Louisa van Parma (1751-1819)         | Maria Louisa van Parma (1751-1819)         |                                            |                                            |  |  |                      |                      |                      |                      |                      |                      |
|                                                  |                                                  |                                                  |                                                  |                                                  |                                                  |                                           |                                           |                                                 |                                                 | Frans I der Beide Siciliën (1777-1830)          | Frans I der Beide Siciliën (1777-1830)          | Frans I der Beide Siciliën (1777-1830)          | Frans I der Beide Siciliën (1777-1830)          | Frans I der Beide Siciliën (1777-1830) | Frans I der Beide Siciliën (1777-1830) |                                             |                                             |                                             |                                             |                                             |                                             |  |  |                                                |                                                |                                                |                                                |                                                |                                                |                                 |                                 | Maria Isabella van Bourbon (1789-1848)        | Maria Isabella van Bourbon (1789-1848)        | Maria Isabella van Bourbon (1789-1848)        | Maria Isabella van Bourbon (1789-1848)        | Maria Isabella van Bourbon (1789-1848)        | Maria Isabella van Bourbon (1789-1848)        |                                    |                                    |                                            |                                            |                                            |                                            |                                            |                                            |  |  |                      |                      |                      |                      |                      |                      |
|                                                  |                                                  |                                                  |                                                  |                                                  |                                                  |                                           |                                           |                                                 |                                                 | Frans I der Beide Siciliën (1777-1830)          | Frans I der Beide Siciliën (1777-1830)          | Frans I der Beide Siciliën (1777-1830)          | Frans I der Beide Siciliën (1777-1830)          | Frans I der Beide Siciliën (1777-1830) | Frans I der Beide Siciliën (1777-1830) |                                             |                                             |                                             |                                             |                                             |                                             |  |  |                                                |                                                |                                                |                                                |                                                |                                                |                                 |                                 | Maria Isabella van Bourbon (1789-1848)        | Maria Isabella van Bourbon (1789-1848)        | Maria Isabella van Bourbon (1789-1848)        | Maria Isabella van Bourbon (1789-1848)        | Maria Isabella van Bourbon (1789-1848)        | Maria Isabella van Bourbon (1789-1848)        |                                    |                                    |                                            |                                            |                                            |                                            |                                            |                                            |  |  |                      |                      |                      |                      |                      |                      |
|                                                  |                                                  |                                                  |                                                  |                                                  |                                                  |                                           |                                           |                                                 |                                                 |                                                 |                                                 |                                                 |                                                 |                                        |                                        |                                             |                                             |                                             |                                             |                                             |                                             |  |  |                                                |                                                |                                                |                                                |                                                |                                                |                                 |                                 |                                               |                                               |                                               |                                               |                                               |                                               |                                    |                                    |                                            |                                            |                                            |                                            |                                            |                                            |  |  |                      |                      |                      |                      |                      |                      |
|                                                  |                                                  |                                                  |                                                  |                                                  |                                                  |                                           |                                           |                                                 |                                                 |                                                 |                                                 |                                                 |                                                 |                                        |                                        |                                             |                                             |                                             |                                             |                                             |                                             |  |  |                                                |                                                |                                                |                                                |                                                |                                                |                                 |                                 |                                               |                                               |                                               |                                               |                                               |                                               |                                    |                                    |                                            |                                            |                                            |                                            |                                            |                                            |  |  |                      |                      |                      |                      |                      |                      |
| Louise Charlotte van Bourbon-Sicilië (1804-1844) | Louise Charlotte van Bourbon-Sicilië (1804-1844) | Louise Charlotte van Bourbon-Sicilië (1804-1844) | Louise Charlotte van Bourbon-Sicilië (1804-1844) | Louise Charlotte van Bourbon-Sicilië (1804-1844) | Louise Charlotte van Bourbon-Sicilië (1804-1844) |                                           |                                           | Maria Christina van Bourbon-Sicilië (1806-1878) | Maria Christina van Bourbon-Sicilië (1806-1878) | Maria Christina van Bourbon-Sicilië (1806-1878) | Maria Christina van Bourbon-Sicilië (1806-1878) | Maria Christina van Bourbon-Sicilië (1806-1878) | Maria Christina van Bourbon-Sicilië (1806-1878) |                                        |                                        | Ferdinand II der Beide Siciliën (1810-1859) | Ferdinand II der Beide Siciliën (1810-1859) | Ferdinand II der Beide Siciliën (1810-1859) | Ferdinand II der Beide Siciliën (1810-1859) | Ferdinand II der Beide Siciliën (1810-1859) | Ferdinand II der Beide Siciliën (1810-1859) |  |  | Leopold van Bourbon-Beide Siciliën (1814-1860) | Leopold van Bourbon-Beide Siciliën (1814-1860) | Leopold van Bourbon-Beide Siciliën (1814-1860) | Leopold van Bourbon-Beide Siciliën (1814-1860) | Leopold van Bourbon-Beide Siciliën (1814-1860) | Leopold van Bourbon-Beide Siciliën (1814-1860) |                                 |                                 | Maria Antonia van Bourbon-Sicilië (1814-1898) | Maria Antonia van Bourbon-Sicilië (1814-1898) | Maria Antonia van Bourbon-Sicilië (1814-1898) | Maria Antonia van Bourbon-Sicilië (1814-1898) | Maria Antonia van Bourbon-Sicilië (1814-1898) | Maria Antonia van Bourbon-Sicilië (1814-1898) |                                    |                                    | Theresia van Bourbon-Sicilië (1822-1889)   | Theresia van Bourbon-Sicilië (1822-1889)   | Theresia van Bourbon-Sicilië (1822-1889)   | Theresia van Bourbon-Sicilië (1822-1889)   | Theresia van Bourbon-Sicilië (1822-1889)   | Theresia van Bourbon-Sicilië (1822-1889)   |  |  | 4 broers en 2 zussen | 4 broers en 2 zussen | 4 broers en 2 zussen | 4 broers en 2 zussen | 4 broers en 2 zussen | 4 broers en 2 zussen |